# Пошарт, Елена Олеговна
Елена Олеговна Пошарт (урожд. Осмольская, род. 18 октября 1993 года) — немецкая пловчиха в ластах, заслуженный мастер спорта России. До 2018 года представляла Россию.

## Карьера
Училась в ДЮСШ УСЦ ВВС им. В. Шевелева. Тренер — А. Д. Шумков.
Победитель и призёр многих национальных и международных турниров.
В 2015 году получила степень бакалавра по химии в  Томском государственном университете.
Имеет патент на изобретение «Способ получения керамической биорезорбируемого материала на основе смеси фосфата кальция».
Замужем за немецким пловцом Максом Пошартом.
В 2021 году получила степень магистра в области химии в Лейпцигском университете (Германия)
Научный сотрудник при Институте тропосферы имени Лейбница